# Acalypha bullata
Acalypha bullata är en törelväxtart som beskrevs av Johannes Müller Argoviensis. Acalypha bullata ingår i släktet akalyfor, och familjen törelväxter. Inga underarter finns listade i Catalogue of Life.